# Nationaal park Oulanka
Nationaal Park Oulanka (Fins: Oulangan kansallispuisto/ Zweeds: Oulanka nationalpark) is een Fins nationaal park en ligt ten dele in de provincie Oulu en ten dele in Fins Lapland. Het park werd in 1956 gesticht en het beslaat de hoogvlakte tussen Kuusamo en Salla (oppervlakte van 270 km). In het oosten grenst het aan het in 1992 opgerichte Nationaal Park Paanajärvi in de Russische deelrepubliek Karelië.

## Ontstaan
Oulanka werd oorspronkelijk bevolkt door de Saami (Lappen). De Finnen kwamen hier pas tegen het eind van de 17e eeuw. Jacht en visserij waren de voornaamste middelen van bestaan. Voedsel voor het vee werd vergaard van de natuurlijke weiden aan de rivier, terwijl de graslanden langs de beekjes werden ingedamd om een betere opbrengst te bereiken. Tegenwoordig worden de oude werkwijzen toegepast door vrijwilligers die de weiden verzorgen. De in het park nog in gebruik zijnde oude blokhutten en rendierafscheidingen zijn de stille getuigen van de traditionele landbouw in dit gebied.

## Kenmerken
In het nationaal park is het uitgebreid genieten van de natuur, kanovaren, kamperen en zeker lange wandeltochten maken. Naast de Oulankakloof (een kloof met steile wanden) is er ook een uitzichtpunt genaamd Ristikallio (kruisrots), zo genoemd vanwege de typische vorm. Bekende stroomversnellingen in de rivier de Oulankajoki zijn de Taivalköngäs, waar een hangbrug overheen gaat, en de Kiutaköngäs, die door een kloof van roodbruine rotssteen schuimt.

## Routes
Een van de bekendste wandelingen is het zogeheten Berenpad (Karhunkierros), welke een lengte heeft van 80 km. De route is voorzien van gratis trekkerhutten, schuilplaatsen en kampvuurtjes. De route wordt gedaan op 5 of 6 dagen.
Naast de Berenroute is er ook de Ristikallioroute van 30 km, de kleine Berenroute (pieni Karhunkierros) van 9 km en de Keroharjuroute van 14 km.